# 謝敷
谢敷（?—?），字庆绪，中国东晋会稽郡（今浙江省绍兴市）人。
谢敷沉静寡欲，篤信佛法，不近女色，曾入太平山中隐居，后因母老返回南山。以长斋清規、供养僧侶为事，招引同修。内史郗愔推荐他出仕，召为主簿，征召为博士，受到他的拒绝。當時观星家说，月犯少微星，恐不利于处士。人们都认为可能应在戴逵身上。但是后来吴地的处士戴逵却没有死，倒是会稽的隐士谢敷死了。故会稽人士嘲笑吴郡人，后以「谢敷应星」或「慶緒應星」用为咏高人处士亡故之典。